# Balijan
Balijan ili Belijan (Beirut, sredinom 13. stoljeća – Split, 28. siječnja 1328.), grčki svećenik i splitski nadbiskup i metropolit (1324. – 1328.).
Pobjegao je, zajedno s križarima, iz Svete zemlje na Cipar krajem 13. stoljeća, nakon čega je ustoličen za rodskog nadbiskupa. Međutim, papa Ivan XXII. ga je, na preporuku poglavara rodskih križara, imenovao, 26. rujna 1324. godine, za splitskog nadbiskupa. Štitio je metropolitanska prava Splitske crkve nad područnim biskupijama: hvarskom, ninskom i senjskom.

## Vanjske poveznice
- Balijan – Hrvatska enciklopedija (hrv.)

| Titule u Katoličkoj Crkvi | Titule u Katoličkoj Crkvi        | Titule u Katoličkoj Crkvi  |
| ------------------------- | -------------------------------- | -------------------------- |
| prethodnik Petar IX.      | splitski nadbiskup 1324. – 1328. | nasljednik Dominik Luccari |